# Tripyloides imitans
Tripyloides imitans is een rondwormensoort uit de familie van de Tripyloididae.